# Atheta hybrida
Atheta hybrida är en skalbaggsart som först beskrevs av Sharp 1869.  Atheta hybrida ingår i släktet Atheta, och familjen kortvingar. Arten är reproducerande i Sverige.